# Frédéric Bulot
Frédéric Bulot (ur. 27 września 1990 w Libreville) – piłkarz gaboński grający na pozycji prawego pomocnika. Od 2014 jest zawodnikiem klubu Charlton Athletic, do którego jest wypożyczony ze Standardu Liège.

## Kariera klubowa
Swoją karierę piłkarską Bulot rozpoczął w klubie Tours FC. Następnie w latach 2002-2005 trenował w juniorach IFR Châteauroux, a w 2005 podjął treningi w juniorach AS Monaco. W latach 2007–2010 grał w rezerwach Monaco. 7 sierpnia 2010 zadebiutował w pierwszej drużynie w Ligue 1 w zremisowanym 0:0 wyjazdowym meczu z Olympique Lyon. W sezonie 2010/2011 spadł z Monaco do Ligue 2.
Latem 2011 roku Bulot przeszedł na zasadzie wolnego transferu do SM Caen. Swój debiut w Caen zanotował 6 sierpnia 2011 w wygranym 1:0 domowym meczu z Valenciennes FC. W zespole Caen spędził sezon.
W 2012 roku Bulot podpisał kontrakt ze Standardem Liège, który zapłacił za niego sumę 1,7 miliona euro. W Standardzie zadebiutował 29 lipca 2012 w przegranym 0:1 domowym meczu z SV Zulte Waregem. W sezonie 2013/2014 wywalczył ze Standardem wicemistrzostwo Belgii.
Latem 2014 Bulot został wypożyczony do Charltonu Athletic. Następnie grał w Stade de Reims i Tours FC.
| Sezon   | Klub              | Kraj    | Rozgrywki     | Mecze | Bramki |
| ------- | ----------------- | ------- | ------------- | ----- | ------ |
| 2007/08 | AS Monaco B       | Francja | CFA           | 9     | 0      |
| 2008/09 | AS Monaco B       | Francja | CFA           | 27    | 1      |
| 2009/10 | AS Monaco B       | Francja | CFA           | ?     | ?      |
| 2010/11 | AS Monaco         | Francja | Ligue 1       | 8     | 0      |
| 2010/11 | AS Monaco B       | Francja | CFA           | 10    | 0      |
| 2011/12 | SM Caen           | Francja | Ligue 1       | 38    | 4      |
| 2012/13 | Standard Liège    | Belgia  | Eerste klasse | 36    | 4      |
| 2013/14 | Standard Liège    | Belgia  | Eerste klasse | 28    | 1      |
| 2014/15 | Charlton Athletic | Anglia  | Championship  | 28    | 5      |
| 2015/16 | Stade de Reims    | Francja | Ligue 1       | 16    | 1      |
| 2016/17 | Stade de Reims    | Francja | Ligue 2       | 0     | 0      |
| 2017/18 | Tours FC          | Francja | Ligue 2       | 11    | 1      |

## Kariera reprezentacyjna
Bulot grał w młodzieżowych reprezentacjach Francji. W 2009 roku zagrał z reprezentacją U-19 na Mistrzostwach Europy U-19. Doszedł na nich do półfinału.
W 2014 roku Bulot zdecydował się na grę dla reprezentacji Gabonu. Zadebiutował w niej 5 marca 2014 roku w zremisowanym 1:1 towarzyskim meczu z Marokiem, rozegranym w Marrakeszu.